# Ramacharaka
Yogi Ramacharaka (India, 1799 – ...) è stato un filosofo indiano.
È stato un maestro Yogi vissuto in India ed in Tibet nel XIX secolo.
Le poche notizie che si hanno concernono il fatto che effettuò un pellegrinaggio tra tutti i monasteri lamaisti al fine di studiare i testi contenuti nelle biblioteche di questi. Organizzò una propria scuola nel 1865 e fu il maestro di Baba Bharata, che si trasferì a Chicago e probabilmente fu, a sua volta, il maestro di William Walker Atkinson. Lo stesso Atkinson utilizzò spesso lo pseudonimo di Ramacharaka; tutte le pubblicazioni sotto questo nome sono in realtà di Atkinson.